# Seymour Papert
Seymour Aubrey Papert (født 29. februar 1928 i Pretoria, død 31. juli 2016 i Blue Hill, Maine) var en sydafrikansk-født amerikansk matematiker, datalog og pædagog. Han var en af pionererne inden for kunstig intelligens og sammen med Wally Feurzeig ophavsmand til det pædagogiske programmeringssprog Logo.

## Uddannelse
Seymour Papert gik på University of Vitwatersrand i Johannesburg, hvorfra han tog en cand.phil. i 1949 og en ph.d. i matematik i 1952. Han rejste derpå til England og tog endnu en ph.d. i matematik fra Cambridge University i 1959 under vejledning af Frankie Smithies.

## Karriere
Papert arbejdede som forsker på flere forskellige institutioner, herunder St. John's College i Cambridge, Institut Henri Poincaré i Paris, Université de Genève og National Physical Laboratory i London, inden han i 1963 blev ansat som forskningsassistent ved Massachusetts Institute of Technology. I 1967 blev han samme sted udnævnt til professor i anvendt matematik, og han blev af Marvin Minsky, der var en af grundlæggerne, gjort til meddirektør for MIT's Artificial Intelligence Laboratory, en titel han beholdt til 1981. Han var desuden professor i pædagogik ved MIT 1974-81.

## Forskning
Under sit ophold i Genève havde Papert arbejdet sammen med Jean Piaget, hvis teorier kom til at betyde meget for Paperts forståelse af læring, og han havde i sin forskning et grundlæggende fokus på læringsteorier, ikke mindst ved hjælp af nye teknologier samt på, hvordan disse spiller ind på læringsorganisationer.

### Konstruktionisme
Papert dannede sammen med Minsky, Jerome Wiesner og Nicholas Negroponte det, der senere blev til MIT Media Lab, hvor Papert stod i spidsen for MIT Epistemology and Learning Research Group. Her udviklede han, inspireret af Piagets konstruktivisme, en læringsteori kaldet konstruktionisme, hvor han gentænkte, hvordan skolerne skulle fungere baseret på læringsteorier.

### Logo
Han anvendte Piagets teorier i udviklingen af programmeringssproget Logo. Det var beregnet til at hjælpe børn med at forbedre den måde, hvorpå de tænker og løser problemer. Tankerne herom opstod allerede sidst i 1960'erne i en tid, hvor computere på ingen måde var tilgængelige for alle. Han fik lavet en lille "Logo-robot", og børn fik vist, hvordan den kunne programmeres i en legesituation. Seymour Papert lagde stor vægt på, at Logo skulle være et sprog, som børn kunne lære, og som samtidig skulle være avanceret nok til at kunne bruges mere professionelt.

### Andre områder
I forlængelse af sin forskning i læring var Papert en af bagmændene bag projektet One Laptop Per Child, der tog initiativ til at udvikle meget billige computere til uddeling blandt børn i udviklingslande.

## Indflydelse og hædersbevisninger
Paperts arbejde har haft betydning for andre forskere inden for læringsteori og datalogi. Således havde hans arbejde stor betydning for Uli Wilenskys design af NetLogo, og de to arbejdede sammen i forskningen i vidensrestrukturering. Ligeledes var hans arbejde vigtigt for Andrea diSessas udvikling af "dynaturtles". I 1981 dannede Papert sammen med flere andre fra Logo-gruppen på MIT firmaet Logo Computer Systems Inc (LCSI), som han sad i bestyrelsen for i over tyve år. For LCSI udviklede Papert flere prisvindende programmer, herunder LogoWriter, og han bidrog desuden til udviklingen af Legos Mindstorms.
Idit Harel arbejdede sammen med Papert konstruktionismen, og de to skrev flere artikler samt bogen Constructionism om dette emne, ligesom Papert sad i bestyrelsen for Harels firma MaMaMedia. Desuden havde Paperts ideer betydning for Alan Kay og Dynabook-konceptet, en tidlig vision om en laptop-computer beregnet for børn; også de to arbejdede sammen på flere projekter.
Papert vandt et Guggenheim fellowship i 1980, fik medlemskab af Marconi Society i 1981 modtog en pris for sin livsgerning fra Software Publishers Association i 1994 og Smithsonian Award fra Computerworld i 1997.

## Privatliv
Seymour Papert var i sin ungdom i England aktiv inden for den revolutionære socialisme og med i cirklerne om magasinet Socialist Review.
Han var gift tre gange. Hans anden hustru var Suzanne Massie, som er en russiskfødt forfatter til blandt andet Pavlovsk, Life of a Russian Palace og Land of the Firebird. Hans tredje hustru var Sherry Turkle, MIT-professor, med hvem han skrev den indflydelsesrige artikel "Epistemological Pluralism and the Revaluation of the Concrete".
I en alder af 78 blev Seymour Papert i Hanoi i 2006 ramt af en motorcykel og alvorlig kvæstet. Han måtte gennemgå flere komplicerede operationer og var først udskrevet igen over et år senere. Han kunne på det tidspunkt tænke og kommunikere klart, selv om han havde en del problemer med at tale, kunne gå "næsten uden hjælp" og modtog en del genoptræning. Hans genoptræningsteam anvendte i den forbindelse nogle af de principper om eksperimentel, hands-on-læring, som Papert selv havde været en af foregangsmændene for.

## Udvalgt bibliografi
Bøger
- Counter-free automata (1971)
- Perceptrons (1969, medforfatter: Marvin Minsky)
- Mindstorms: Children, Computers, and Powerful Ideas (1980)
- Constructionism: research reports and essays 1985 - 1990 (1991, sammen med Idit Harel)
- The Children's Machine: Rethinking School in the Age of the Computer (1993)
- The Connected Family: Bridging the Digital Generation Gap (1996)